# غيلاوم الرابع
غيلاوم الرابع (22 أبريل 1852 - 25 فبراير 1912) هو الدوق الأكبر للوكسمبورغ منذ عام 1905 حتى وفاته، خلفاً لوالده أدولف، دوق الأكبر من لوكسمبورغ، وأيضا كان دوق ناساو رغم أنها انضمت إلى بروسيا خلال الحرب النمساوية البروسية عام 1865.
كان غيلاوم الرابع البروتستانتي هو مذهب آل ناساو، تزوج من انفانتا ماريا آنا من البرتغال هي ابنة المخلوع ميغيل الأول ملك البرتغال، كانت ماريا آنا كاثوليكية، بحيث كانت كاثوليكية مذهب غالبية سكان لوكسمبورغ، وبذلك أصدر قانون على تحويل أبنائهما إلى الكاثوليك.
مع وفاة عمه الأمير نيكولاس فيلهلم في عام 1905، الذي كان الذكر الوحيد في عائلة ناساو - فيلبيورخ، وزواج ابن عمه «جورج-نيكولاس» المرغنطي أدى إلى أعلن ابنته الكبرى ماري أديلايد وريثة للعرش، بحيث كانت القوانين تمنع حمل الإناث هذا اللقب، ومع وفاته في 1912، أصبحت ابنته ماري أديلايد أول امرأة تحمل لقب الدوق لوكسمبورغ الكبرى، حتى أجبرت على التنازل في عام 1919 لصالح شقيقتها الثانية شارلوتا التي أصبحت دوقة حتى تنازلها في 1964 لصالح ابنها البكر جان.